# دافتاون
دافتاون (به انگلیسی: Dufftown) یک شهرک در اسکاتلند است که در Moray واقع شده‌است. دافتاون ۱٬۶۶۷ نفر جمعیت دارد.